# 履行不能
履行不能（りこうふのう）は、債務の履行が不能となることであり、法律要件の一つである。局面や帰責事由の所在によりさまざまな法律効果をもたらす。

## 現行法（令和2年3月31日まで）

### 原始的不能
原始的不能においては、ローマ法に由来する「不可能なことは債務ではない」（impossibilium nulla obligatio est）の原則が適用され、債務がそもそも成立しない（民法410条前段参照）。双務契約の場合には成立上の牽連性が肯定され、反対給付も消滅する。したがって、そのような給付を目的とする契約は無効である（最判昭和25年10月26日）。もっとも、それだけでは契約の成立を信頼して当事者がなした無意味な出捐を放置することになるので、それを是正するため、契約上の過失（culpa in contrahendo）の法理により信頼利益の損害賠償が認められる場合がある（判例・通説）。

### 後発的不能
これに対して、一旦債務が成立したのちに目的物の滅失等の後発的事情によりその履行が不能となる場合（令和2年まではこれを「履行不能」と呼び、通常は原始的不能を「履行不能」に含めない）には、以下のような処理となる。もっとも、「種類物は消滅すると解されない」（genus perire non censetur）の原則により、種類債権や金銭債権の場合にはそもそも不能を観念できないと考えられている（制限種類債権であれば不能は観念できるとされる）。

#### 債務者に帰責事由のある場合
債務者に帰責事由のある履行不能の場合には、債務不履行の問題となり、債務者が損害賠償責任を負う（民法415条2文）。これは、双務契約であるか片務契約であるかを問わない。また、契約による債務であるかそれ以外の原因による債務であるかも問わない。「不可能なことは債務ではない」の原則が適用されない（同原則により債務が消滅した上であらためて債務者が民法415条による法定責任を負うということではない）ので、債務は後発的不能により損害賠償責任に転化して存続する（つまり、債務は消滅しない）ものと観念される。これを債権者側から見れば、債権が損害賠償請求権に転化して存続するということになる。
契約による債務については、さらに、債権者に解除権が発生する（民法543条本文）。全部不能か一部不能であるかを問わない。債権者が解除権を行使すれば、契約当事者双方に原状回復義務が発生する（民法545条1項）。これにより債権者は反対給付を免れることができる。その場合、金銭を返還する債務者は受領時からの利息を付して返還する（民法545条2項）。なお、原状に復してもなお債権者に損害が残る場合には、債務者に対してその賠償を請求できる（民法545条3項）。

#### 債権者に帰責事由のある場合
契約による債務について、債権者に帰責事由のある履行不能の場合には、危険負担の問題となり、債権者の帰責性により存続上の牽連性が否定されて、債務者は反対給付を受ける権利を失わない（民法536条2項1文）。債権者には解除権も発生しないので（民法543条但書）、結局、債権者は反対給付を免れることができない。もっとも、債務者が自己の債務を免れたことによって利益を得たときは、これを債権者に償還しなければならない（民法536条2項2文）。
労働契約（雇用契約）において解雇や雇止めが無効となった場合の労働者の賃金についてはこの条項が適用され、労働者は労働給付義務を免れる一方で、給与等の報酬請求権を失わないものとされる。

#### 当事者双方に帰責事由のない場合
契約による債務について、当事者双方に帰責事由のない履行不能（天災・戦争等の不可抗力、法令の改正等）の場合にも、危険負担の問題となり、この場合には存続上の牽連性が肯定されて債務者は反対給付を受ける権利を有しないこととなり（民法536条1項）、債権者は反対給付を免れる。なお、この場合にも債権者には解除権はない（民法543条但書）。
但し、特定物に関する物権の設定又は移転を双務契約の目的とした場合については特則があり、当該目的物に生じた滅失又は損傷は債権者の負担に帰するものとされている（民法534条1項）。不特定物が特定した場合にも、特定の時点以降については同様の処理がなされる（民法534条2項）。例えば、宅地として更地を購入する契約を締結した後登記移転前に当該更地が都市計画道路の予定地に指定された場合には、買主（債権者）は反対給付を免れないので、契約金額をそのまま支払わなければならない（減額請求もできない、民法563条参照）。この特則については、物権変動の意思主義と理論的に整合しており（民法176条。契約締結時に物権変動が起こる）、リスク負担のルールとしても一定の合理性がないわけではないが（例：中古車の売買契約後引渡し前に落雷でバンパーが焦げた）、特に滅失の場合には結論が過激であり（例：新築住宅の売買契約後引渡し前に落雷で全焼し滅失）、社会一般の法観念から乖離するとして批判されていた。

### 選択債権の場合
債権の目的が数個の給付の中から選択によって定まる場合（選択債権。民法406条）において、債権の目的たる給付の中に原始的不能又は後発的不能のものがあるときは、債権はその残存するものについて存在することとされる（民法410条1項）。例えば2つの給付の中からの選択債権である場合に片方の給付が後発的不能となった場合には、もう一方の給付に特定する。但し、選択権を有しない当事者の過失によって給付が不能となったときは、このような特定は起こらないから（民法410条2項）、選択権者はなお不能な債権（債務）を選択できる。選択権については、原則として、債権発生当初は債務者にあり（民法406条）、弁済期後の催告により債権者に移転する（民法408条）。もっとも、任意規定であるので別段の合意により債権発生当初に債権者や第三者に帰属させることも可能である（民法409条参照）。なお、選択には遡及効があり、選択の効力は債権発生時に遡る（民法411条本文）。但し、第三者の権利を害することができない（同但書）。
図解すると以下の通り（双務契約であることを前提とする）。
- 債権者に選択権がある場合
  - A債権とB債権のうちA債権が原始的不能：B債権に特定。
  - A債権とB債権のうちA債権が債権者の過失により後発的不能：B債権に特定。
  - A債権とB債権のうちA債権が債務者の過失により後発的不能：特定は起こらない。債権者はA債権を選ぶことができ、その場合には債務者に対する損害賠償請求権と解除権を有する。
  - A債権とB債権のうちA債権が不可抗力により後発的不能：B債権に特定。
- 債務者に選択権がある場合
  - A債務とB債務のうちA債務が原始的不能：B債務に特定。
  - A債務とB債務のうちA債務が債権者の過失により後発的不能：特定は起こらない。債務者はA債務を選ぶことができ、反対給付を受ける権利を失わない。
  - A債務とB債務のうちA債務が債務者の過失により後発的不能：B債務に特定。
  - A債務とB債務のうちA債務が不可抗力により後発的不能：B債務に特定。

## 平成29年改正民法施行後（令和2年4月1日から）
平成29年債権法改正の結果、施行予定日である令和2年4月1日からは、以下の通り変更される。

### 原始的不能と後発的不能の区別の廃止
新ルールでは、履行不能は「債務の履行が契約その他の債務の発生原因及び取引上の社会通念に照らして不能である」ことと定義され（民法新412条の2第1項）、原始的不能と後発的不能を基本的に区別せず、原始的不能を履行不能の一形態として捉える（民法新412条の2第2項参照）。
履行不能の場合には、債権者の履行請求権が消滅する（民法新412条の2第1項）。

### 債務者に帰責事由のある場合
債務者に帰責事由のある履行不能の場合には、債務不履行の問題となり、債務者が損害賠償責任を負う（民法新415条1項本文）。填補賠償の請求も可能である（民法新415条2項1号）。履行不能が原始的不能によるものであっても同様である（民法新412条の2第2項）。これは、双務契約であるか片務契約であるかを問わない。また、契約による債務であるかそれ以外の原因による債務であるかも問わない。債務は履行不能により損害賠償責任に転化して存続する（つまり、債務は消滅しない）ものと観念される。これを債権者側から見れば、債権が損害賠償請求権に転化して存続するということになる。
契約による債務については、さらに、債権者に無催告解除権が発生する（民法新542条1項1号・2項1号）。全部不能の場合には全部解除となり、一部不能の場合には一部解除となる（同上）。債権者が解除権を行使すれば、契約当事者双方に原状回復義務が発生する（民法545条1項）。これにより債権者は割合に応じて反対給付を免れることができる。その場合、金銭を返還する債務者（例：家を売り代金受領後引渡し前に放火で家が滅失）は受領時からの利息を付して返還し（民法545条2項）、金銭以外の物を返還する債務者（例：家と賃貸アパートを交換しアパートの引渡し後家引渡し前に放火で家が消失）は受領時からの果実を付して返還する（民法新545条3項）。なお、原状に復してもなお債権者に損害が残る場合には、債務者に対してその賠償を請求できる（民法新545条4項）。

### 債権者に帰責事由のある場合
契約による債務について、債権者に帰責事由のある履行不能の場合には、危険負担の問題となり、債権者の帰責性により存続上の牽連性が否定されて、債権者は反対給付の履行を拒むことができない（民法新536条2項1文）。債権者には解除権も発生しないので（民法新543条）、結局、債権者は反対給付を免れることができない。もっとも、債務者が自己の債務を免れたことによって利益を得たときは、これを債権者に償還しなければならない（民法新536条2項2文）。
労働契約（雇用契約）において解雇や雇止めが無効となった場合の労働者の賃金については引き続きこの条項が適用され、労働者は労働の給付義務を免れる一方で、給与等の報酬請求権を失わないものとされると考えられる。

### 当事者双方に帰責事由のない場合

#### 通常の場合
契約による債務について、当事者双方に帰責事由のない履行不能（天災・戦争等の不可抗力、法令の改正等）の場合にも、危険負担の問題となり、この場合には存続上の牽連性が肯定されて債権者は反対給付の履行を拒否できる（民法新536条1項）。批判の多かった特定物の物権設定・移転契約に関する特則は廃止された。
また、この場合にも債権者には無催告解除権が与えられるので（民法新542条1項1号・2項1号）、解除により反対給付を免れることもできる。この場合の処理は債務者に帰責事由がある場合と同様である。利息・果実の返還義務についても、規定上、債務者の帰責事由の有無による差異はない。

#### 履行遅滞又は受領遅滞の場合
履行遅滞中の当事者双方に帰責事由のない履行不能は、債務者に帰責事由があるものとみなされる（民法新413条の2第1項）。したがって、この場合には上記「債務者に帰責事由のある場合」と同じ処理となる。債務者が履行遅滞に陥るのは、確定期限がある場合には確定期限到来時であり（民法新412条1項）、不確定期限がある場合には不確定期限到来後に履行請求を受けた時又は不確定期限到来を知った時のうちいずれか早い時（同2項）、無期限の時は履行の請求を受けた時である（同3項）。
受領遅滞中の当事者双方に帰責事由のない履行不能は、債権者に帰責事由があるものとみなされる（民法新413条の2第2項）。したがって、この場合には上記「債権者に帰責事由のある場合」と同じ処理となる。債権者は、履行を受けることを拒否し又は受けることができない場合に受領遅滞中とされる。

### 選択債権の場合
債権の目的が数個の給付の中から選択によって定まる場合（選択債権。民法406条）において、債権の目的たる給付の中に不能のものがあり、しかも、当該不能が選択権者の過失による場合には、債権はその残存するものについて存在することとされる（民法新410条）。選択権については、原則として、債権発生当初は債務者にあり（民法406条）、弁済期後の催告により債権者に移転する（民法408条）。もっとも、任意規定であるので別段の合意により債権発生当初に債権者や第三者に帰属させることも可能である（民法409条参照）。なお、選択には遡及効があり、選択の効力は債権発生時に遡る（民法411条本文）。但し、第三者の権利を害することができない（同但書）。
図解すると以下の通り（双務契約であることを前提とする）。
- 債権者に選択権がある場合
  - A債権とB債権のうちA債権が債権者の過失により不能：B債権に特定。
  - A債権とB債権のうちA債権が債務者の過失により不能：特定は起こらない。債権者はA債権を選ぶことができ、その場合には債務者に対する損害賠償請求権と解除権を有する。
  - A債権とB債権のうちA債権が不可抗力により不能：特定は起こらない。債権者はA債権を選ぶことができ、その場合には解除権を有する。
- 債務者に選択権がある場合
  - A債務とB債務のうちA債務が債権者の過失により不能：特定は起こらない。債務者はA債務を選ぶことができ、債権者は反対給付を免れることができない。
  - A債務とB債務のうちA債務が債務者の過失により不能：B債務に特定。
  - A債務とB債務のうちA債務が不可抗力により不能：特定は起こらない。債務者はA債務を選ぶことができるが、その場合には債権者は反対給付の履行を拒否できるし、解除権も有する。